# 三松武夫

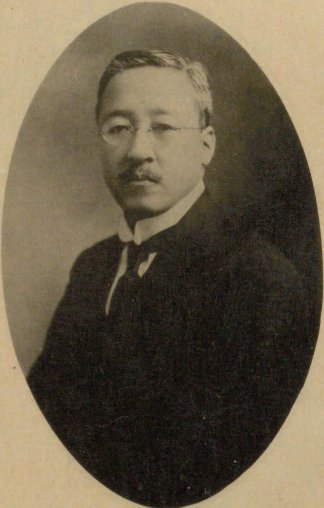
三松武夫

三松 武夫（みまつ たけお、1876年（明治9年）3月9日 - 1934年（昭和9年）5月26日）は、日本の農商務官僚。憲政会・民政党系県知事。

## 経歴
大分県日田町で三松則之の二男として生まれる。第一高等学校を経て、1899年、東京帝国大学法科大学政治学科を卒業。同年11月、文官高等試験行政科試験に合格。農商務省に入り農商務属となる。
以後、農商務省山林局事務官、同省農務局事務官、同省書記官などを歴任。
1914年7月、鳥取県知事に就任。1917年1月、同知事を退任。横浜市助役を経て、1924年6月、山口県知事となる。1925年10月、新潟県知事に就任。1927年4月、同県知事を退任。1929年7月、新潟県知事に再任され、1930年8月まで務め退官した。
その後、東京中央卸売市場顧問を務めた。